# ال فراسنو
ال فراسنو (به اسپانیایی: El Frasno) یک دهستان در اسپانیا است که در استان ساراگوسا واقع شده‌است. ال فراسنو ۴۸ کیلومتر مربع مساحت و ۵۳۰ نفر جمعیت دارد و ۶۸۱ متر بالاتر از سطح دریا واقع شده‌است.